# Ottó László
Ottó László (Pécs, 1966. október 30. –) magyar festőművész. A magyar geometrikus festészet egyik jeles képviselője, aki a nemzetközi Konkrét-konstruktív művészetben is és a magyar szakrális geometria festészetében is elismert alkotó. Alkotói munkássága igen sokrétű, az univerzális festészete a következő (nyugati) művészettörténeti kategóriákba sorolhatók: hard-edge, color-field, absztrakt expresszionista, monokróm festészet, valamint konkrét-konstruktív, minimal-art és konceptuslista művészet.   
Művészeti teoretikus és kiáltványok írója is. A gyakorlat és elmélet ötvözése által táblaképfestészeti stílusirányzatokat is alapított. A magyar szakrális geometria területén a pár hazai alkotó közül az egyik. Ezzel az elmélyült és hiánypótló alkotói tevékenységével csaknem az egyedüli képviselője ennek az orientációnak a kortárs művészetben.   
A 20. századi modernizmushoz kötődő festészetét ötvözi az univerzális, spirituális művészettel. Így a geometrikus művészet képvilágát két irányban is kutatja párhuzamosan: a múltat, a modernizmustól az ősi korokig elmenően vizsgálja, és a jelennek-jövőnek megfelelő geometrikus törekvéseket is tanulmányozza. Célja az, hogy a 21. századnak megfelelő geometrikus festészetet alkosson, amely azonban nem posztmodern, hanem egy időtlen művészet.  
Összegzően: a legfőbb alkotói elve a konceptuális geometrikus festészet területéhez sorolható: a sík és a tér komplex viszonylatait festi. Reflektál a 20. századi ismert festészeti törekvésekre is, de Ottónál nem pusztán a térbeli optikai „illúzió” hatása a szembetűnő, hanem sokkal inkább egy transzcendens és konkrét térélmény, szellemi tér tudatosság a vezérfonal.   

## Élete, alkotói pályája
Szülei szakmája férfiszabó volt, édesapja tanárként is dolgozott, és festőként is alkotott. Gyermekkorában a műszaki rajz szeretete, a rajzeszközök iránti vonzódása megmutatkozott. Már ekkor hatott rá Victor Vasarely művészete. Rajztudását mégis később a műegyetemi tanulmányok alkalmával sajátította el. A gimnáziumi évek alatt kerékpárversenyző volt. 1986-tól egy évig emigrációban élt Stuttgart melletti Göppingenben. Hazatérve a Budapesti Műszaki Egyetem Építészmérnöki Karán volt hallgató, de a szabadabb alkotás és élet vonzotta.
1989-ben ezen tanulmányokat megszakítva, visszatérve a Mecsek lábához, apja festőeszközeivel kezdett el festeni. Kezdetben tájképeket alkotott, hatást gyakorolt rá a japán fametszetek világa. Különféle festőtechnikákat próbált ki, mint például az air-brush-t. 1991-től már a látványelvű festészetből tovább lépett a geometrikus alkotás felé. Ekkoriban Gyarmathy Tihamér és Kovács Attila festőművészek kiállításai nagy hatást gyakorolnak rá. Folyamatosan bővítette művészettörténeti tanulmányait, és ezáltal fokozatosan átalakult látásmódja, esztétikai orientációja. Victor Vasarely és Piet Mondrian festőművészek életműve igen jó iránymutatók voltak számára. 1992-től a még transzcendensebb képvilágok voltak jelentésteliek: Mark Rothko festészetével való találkozás egy életreszóló vezérfonalnak bizonyultak számára.
1993-ban a Pécsi Művészeti Szabadiskolában Lantos Ferenc festőművésznél tanult, akinek útmutatásai az eddigi saját, öntörvényű tanulást megszilárdították. Ez időben szeretett volna felsőfokú tanulmányokat folytatni, de életkörülményei ezt nem tették lehetővé, és a szabadságvágya továbbra is a meglehetősen egyéni útalakítás felé vitte.
1994-től ismerte meg Hamvas Béla írásait, amelyek világnézetét alapjaiban átalakították. Ottó László maga számára is kiművelhetőnek tartotta ezt az univerzális létszemléletet. Egy időszakban a zen-buddhizmus szelleme hatott életére, a japán kultúra szeretete habitusának megfelelt. Festészete is ebben a szellemi atmoszférában érlelődött. Azonban Hamvas esszéi a metafizikai tradícióra, egy egyetemesebb szellemiségre nyit utakat, és ez Ottó kutatási irányultságát is kitágította. A benső elkötelezettsége többféle kultúra, vallás, létszemlélet megismerése felé terelte. A festészetét mindig ilyen széles spektrum alapján alakította, és ebben a kutatásban a lényegiség a geometrikus, centrikus képi szerkesztés esszenciái felé mutatott. A mandalákat és a yantrákat ebben a korszakban kezdte el alaposabban tanulmányozni, ezek a képvilágok váltak számára a legmegfelelőbb bázisnak. Az indiai szellemi törekvések fokozatos megismerése is megkezdődött, mintegy itt sejtette a mindenre kiterjedő, legkifinomultabb létszemléletek meglétét, a tudatosságon alapuló spiritualitás gyakorlatát. Pécsről vidékre kiköltözve, – kissé a Hamvas Béla-i ideálok megélése miatt – 1994-95-ben Zengővárkonyban lakott és festett. Ebben az időszakban a magyar népművészet centrikus motívumait is kutatta, rajzolta, festette, amelyek analógiákat mutattak a mandala jellegű képszerkesztéshez.
1995-től, Pécsre visszaköltözve az előbbiekkel párhuzamosan a modern és a magyar geometrikus festészetet is tanulmányozta, Bak Imre, Konok Tamás és Nádler István festőművészek hatottak rá leginkább, idővel műtermeikbe is ellátogathatott, konzultálhatott velük. Kimondott mesterei nem voltak, egy-egy intenzív hatás segítette önfejlesztését. 1998-ra kialakított egy sajátos stílust: fekete képek, szimmetrikus geometria éles és homályos szélekkel, fent-lent kompozíciós elven, meditatív hatással.
2001-től szentendrei galériák mutatták be festményeit, ahol a hazai műgyűjtők hamar felfigyeltek rá. Ekkor kezdődhetett a Pécsről való „kitörés”, a budapesti jelenlét megalapozása. 2002-03-ban Japánban járt, összesen fél évig élt ott. A távol-keleti lét nagy hatást gyakorolt rá, ugyanakkor az elkövetkezendő évek egy rezignált és kísérletező periódust hoztak, pécsi visszavágyódással, visszaköltözéssel.
2005-től ismét Budapesten alkotott, igen jó lendülettel, amihez egy németországi-svájci utazás járult hozzá, illetve az ez alkalommal beszerzett új akril-festési technika alapanyagai. 2006-tól Düsseldorfba települt ki. A sok utazás, múzeumok és galériák kiállításainak megtekintése, a kortárs művészet tanulmányozása rendkívüli, európai távlatokat nyitottak meg számára. A monokróm festészet, a konkrét-konstruktív művészet, a minimal art művei érdekelték leginkább, és ezek hatására egy új alkotói korszakot tudott nyitni: egyfajta letisztultság felé, immáron a keleti és a nyugati hatásokat ötvözve alkotta meg konkrét festészeti képeit.
2005-től kezdődően folyamatosan, (átlagosan kéthavonta, 2-5000km) számtalanszor tett nyugat-európai körutakat szervezve kiállításait, ápolva a galériás kapcsolatait. Ezeket az utakat tanulmányutaknak is nevezhetjük, mert rendszeresen látogatta az adott időben zajló múzeumi, galériás kiállításokat. Figyelme leginkább a hard-edge, color-field, absztrakt expresszionista, monokróm festészet, valamint a konkrét-konstruktív, minimal-art és konceptuslista művészet alkotóira, mestereire irányult. Lételeme az, hogy összehasonlító tanulmányokat végez az általa nagyrabecsült mesterek szellemi orientációja témájában. Leginkább olyan amerikai és európai festőművészek oeuvre-jére irányul, akiknek szellemi alapállásban a spirituális viszonylatok megvoltak, akikre hatottak a keleti létszemléletek. Egy meglehetősen széles spektrumú könyvtárra tett szert a düsseldorfi korszaka óta: számtalan életmű-album és elméleti írás található a könyvespolcán.
Összefoglalóan meg lehet határozni, hogy Ottó László festészetére kik hatottak, kiket tekint példaadó mestereknek a nyugati művészettörténet nagyjai közül: Josef Albers, Max Bill, Theo van Doesburg, Sam Francis, Adolph Gottlieb, Hilma af Klint, Yves Klein, Verena Loewensberg, Richard Paul Lohse, Emma Kunz, Kazimir Malevich, Agnes Martin, John McLaughlin, Robert Motherwell, Piet Mondrian, Barnett Newman, Luc Peire, Jackson Pollock, Ad Reinhardt, Mark Rothko, Clyfford Still, Mark Tobey, Friedrich Vordemberge-Gildewart, Alan Charlton, Rudolf de Crignis, Helmut Federle, Günther Förg, Frank Gerritz, Marcia Hafif, Donald Judd, Anselm Kiefer, Imi Knoebel, Tadaaki Kuwayama, Wolfgang Laib, Sol Lewitt, Vincent Longo, Jean Pfaff, Brice Marden, Joseph Marioni, Bridget Riley, Robert Ryman, Fred Sandback, Sean Scully, Pierre Soulages, Richard Serra, Phil Sims, Günter Umberg, Victor Vasarely, Heimo Zobernig, John Zurier.
2007-től kapcsolódott a nemzetközi konstruktív-konkrét művészethez, meghívásokat kapott kiállításokra, Európa-szerte kötött barátságot geometrikus művészetet alkotókkal, galériásokkal, műgyűjtőkkel. A hazai elismerés mentén a hazai műgyűjtői mecenatúra is segítette a külhoni kiállítás-szervezéseket megvalósítani. 2008-tól mégis budapesti kiindulási centrumot választott, mert érezte, hogy a művészi előmenetel felépítése lassú folyamat, és a stabilitás érzete szükséges a művészi alkotómunka nyugalmához. A haza élettér, a szülőföld, Budai-hegyek békéjében tovább alakíthatta szellemi tanulmányait, festészetét, és viszi külföldre képeit. 2009-ben egy tanulmány megírásába fog, 'Művészet és létszemlélet' címmel (Egy alkotó látásmódja a geometrikus festészet világából metafizikai nyitottsággal). Viszont az ekkoriban kezdődő gazdasági világválság a művészeti szcénára is kihatással volt, és az számára is új történéseket eredményeztek: rövid időszakú balatoni műtermi alkotás után, a Mecsek északi oldalán, egy faluban talál otthonra. Új műveket fest a megkezdett nyugati út, a konkrét művészet külföldi tárlataira. Harmadik „emigrációja” alkalmával 2011-ben a Fekete-erdő északi részén is alkotott az ottani műtermében.
2012-ben ismét visszaköltözik Budapestre. Termékeny tanulmány-korszaka volt: mind a konkrét festészethez, mint a centrikus, mandala-yantra képi világhoz új irányokat, támpontokat fedez fel. A Vérhalom tér közelében ideális körülmények között lakva el tudott mélyedni a már korábban megkezdett művészeti teóriáiban, és ekkor írt meg több kiáltványait is. 
„A fény-lét Művészeinek Manifesztuma”, „Transzcenzionális-valódi-művészet Manifesztuma” (2013.); Pécsi Kiáltványok (2014.): „Konkrét-(de)konstruktív Művészet Manifesztuma”, „Abszolút-Konkrét Művészet Manifesztuma”.
A Budai-hegyekben való lét szellemi koncentrációja egy új magyar festészeti stílusirányzat megalapozását is adta. A korai, zengővárkonyi években már megérintette a magyar népművészet geometrizáló formakincsei, de intenzívebben 2014-től tanulmányozta a magyar őshagyomány összes képvilágát. Ha egy motívum már-már ornamentikus jelleget ölt is, de Ottó Lászlót inkább a geometrizáló képi szerkesztettség foglalkoztatta. A magyar lélek formáit is alkalmazó festészet kitüntetett szellemi távlatot nyitott számára.
Ezeken belül két fő irányban haladt: a körzővel megrajzolható virágszerű mandala mértanias képvilágok felé, és a keresztszemes hímzések függőleges-vízszintes derékszögű raszter-hálós képvilágai felé. Azonban inkább az „Yantra-hungaricum”-nak nevezte festményeit, amelyet 2014-ben festett, és amelyekhez kezdeti tanulmányokat is írt „A magyar lélek geometriája” címmel. A magyar keresztszemes hímzések ábráit apró négyzetes formában festette a vásznaira, sajátos módon újraértelmezve azokat. A középpontos szimmetriával rendelkező négyzet- és köralakú képmezőbe helyezve az „ige”-ket, a magyar tájegységekhez tartozó yantrákat alkotott meg. Ezt a korszakát „Hun-metrum festészet”-nek nevezte el, amely egy új táblaképfestészeti stílusirányzat. A sokrétű kutatása mentén haladva kiterjesztette ezt a fajta szellemiséget: a keresztszemes hímzések és az ornamentikus motívumok eredetét feltárandó az „Eurasia-metrum festészet”-et is megalapozta 2019-ben.
E helyen meg kell említeni egy közbeeső történést: Ottó László egzisztenciális viszontagságokkal teli életpályája meg-meg törik, 2014-ben Pécsre kellett költöznie, de 2016-tól ismét Budapesten tudta folytatni többrétű festészeti tevékenységét. A pontosabb leírásban feltárható, hogy a festőnek a spirituális elköteleződés a sorsdöntő, de a kor művészeti szcénája nem igazán volt befogadó Ottó legnemesebb transzcendenciára irányuló festészetére. Az élhető életet kialakítva párhuzamosan folytatta a fő alkotói elven alapuló festészetét: az archaikus, szakrális geometria alapjaira felépülő univerzális festészetét; valamint a konkrét-konstruktív, a nyugati hard-edge geometrikus művészetben értelmezhető, a modernitáshoz kapcsolódó univerzális festészetét. Időről időre a hard-edge, konkrét-konstruktív geometriában is bővült a repertoárja, tartva a kapcsolatot a nyugati geometrikus profilú művészeti körökkel. Míg a spirituális geometriára alapuló festészetét egyidőben fejlesztette, nemesítve annak formavilágát. A művész identitásában egyértelmű volt a célkitűzés, és folytonosan kereste, hogy hol talál kapcsolódási pontokat a posztmodern korszellemmel dacolva, a még helyesen gondolkozó és szemlélő művészetbarátokkal, művészettörténészekkel. A spirituális művésznek, a lelki-szellemi fejlődését gyakorló léleknek kevés lehetősége van a kali-yuga-i nyugati típusú, sokszor ateista-materialista elvű kortárs művészetben és műkereskedelemben. Sőt ez a jelenkorban teljesen ellenséges közegnek bizonyul az emberiség igaz, transzcendenciára irányuló tudásainak számára, így Ottó festészete számára is. 
Ottó László azért is a magyar szakrális geometria kivételes festőművésze, mert a kereszténység rózsaablakainak és a kazettás famennyezeteinek képvilágaival is foglalkozik, alapként tekintve spirituális festészeti törekvéseihez. Idővel, 2019. évben elmélyülten rajzolhatta európai templomok rózsaablakait („Origo-Jesu” korszak képciklusai), ötvözve a transzcendens látványt a sajátos ottói vertikális-horizontális raszterrel. Az elméleti írásaival nem csak a „Rózsaablak festészet”-et szerette volna megalapozni, hanem egy ún. „Képpel prédikáló”, „Képpel tanúságtevő” keresztény világi rendet is szeretett volna megalapozni a keresztény lelkületű művészek számára. 
A jelenkor kihívásaiban alkalmazkodó, rugalmas művész, és nem adta fel sohasem az emberiség érdekében művelt spirituális elkötelezettségű szellemi törekvéseit. Több időszakban mindkét festészeti elve mentén alkotott. Víziója van a holisztikus látásmódra, vizualitásra, amely keretében festményei védelmező és szellemi emelkedést adó képvilágok minden szemlélő, befogadásra nyitott ember számára.
A spirituális létszemlélete a tradicionális örök törvény elvein alapulnak, kutatva a vallások mögötti esszenciát, az Egy-Princípiumot, az univerzális-tudatosság alapállását. Azonban fontos számára, hogy ezt európaiként élje meg, valamint az, hogy a kereszténység szeretetre alapuló szellemisége áthassa ezen viszonyulását. Ezt a szellemi állapotot szeretné festészetében megjeleníteni, a befogadó szemlélő számára megélhetővé tenni.
2019-től a konceptuális geometria felé fordult: a sík és a tér komplex viszonylatait festi. Reflektál a 20. századi ismert festészeti törekvésekre is, de Ottónál nem pusztán a térbeli optikai „illúzió” hatása a szembetűnő, hanem sokkal inkább egy transzcendens és konkrét térélmény, szellemi tér tudatosság a vezérfonal. Ottó László célja egy valóban 21. századi geometrikus festészet felmutatása.

## Művészete, alkotói korszakai, festészeti technikái
Ottó László festőművész életművének négy markáns vonulata van:
- Univerzális szakrális geometrikus festészet, az emberiség egyetemes szellemi hagyományaira alapozottan.
- Magyar szakrális geometrikus festészet, a magyar szellemi hagyományokra alapozottan.
- Nemzetközi geometrikus és monokróm festészet, a nyugati-modern művészet hagyományai alapozottan, (nemzetközi kiállítási referenciával).

Festészete két fő alkotói elven alapul:
- 1. Az archaikus, szakrális geometria alapjaira felépülő univerzális festészet.
- 2. Konkrét-konstruktív, hard-edge, és a color-field, monokróm festészetben, illetve a konceptuális művészetben értelmezhető, a modernitáshoz kapcsolódó univerzális festészet

A két alkotói metódusnak vannak átjárhatóságai, köztes megjelenítési lehetőségei is. Ezzel az összetett látásmóddal újszerű, karakteres geometrikus festészetet alkot, amely azonban nem posztmodern, hanem időtlen művészet.
A különböző korszakaira jellemző esszenciák, stílusok, technikák:
A festői életmű sokszor „spirálisan” halad, azaz Ottó László némelykor visszatér előző periódusához, és egy emeltebb szinten újraalkotja a kifejeznivalóját.
- 1987-1989	Kezdeti rajztanulmányok
- 1989-		Tájképek, festmények az absztrakció felé
- 1991-		Első geometrikus festmények
- 1993-2004	Non-figuratív festmények, konstruktív geometria
- 1995-1998	„Romantikus-geometria”, fekete festmények, monokrómia
- 1995-2001	Mandala és Yantra festmények
- 2001-		Gesztus festmények, fekete-táj festmények
- 2002-		Fent-lent fekete képek olajjal
- 2005-		Fekete pigmentekkel kikevert egyedi akril-festékekkel való alkotás
- 2006-		Monokróm festmények
- 2007-		Konkrét festészet, Hard-edge festmények
- 2008-		„Yantra-ipsum” festmények (sorozatok)
- 2013-		Yantra festmények, archaikus, szakrális geometriával
- 2014-		„Yantra-hungaricum” festmények, magyar keresztszemes és ornamentikus motívumkincsekkel szakrális geometria
- 2016-		A komputergrafika alkalmazási technikájának elsajátítása, (Adobe Photoshop, Illustrator)
- 2016-		Új konkrét festészet, új op-art, a két irányzat ötvözése, „Op-konkrét festészet”
- 2017-		Katarzis festmények, kettős képek, diptichon: káosz és rend együtt, spirituális konceptuális művészet
- 2018-		Multi-monkróm festmények, geometria és monokróm relief képek
- 2019-		„Origo-metrum” festmények, monokróm festészet geometrikus raszter-hálóval együtt
- 2019-		„Origo-Jesu” grafikák, szakrális geometria, a kereszténység rózsaablakai alapján. Ez egy grafikai korszak az ún. „Rózsaablak festészet”, egy új táblaképfestészeti irányzat megalapozásáért
- 2019-		Fekete gesztus és geometria festmények
- 2019-		„Hun-metrum” festmények és grafikák, magyar keresztszemes motívumkincsekkel szakrális geometria. „Hun-metrum festészet”, egy új táblaképfestészeti irányzat megalapozása
- 2019-		„Eurasia-metrum festmények” és grafikák, eurázsiai keresztszemes és ornamentikus motívumkincsekkel szakrális geometria a kiterjesztett szellemi térben
- 2020-		„Konceptuális geometrikus festészet”, 3-4 dimenziós terek, transzcendens, de konkrét térélmény, szellemi tér tudatosság

Festészeti technikái:
Kezdetben olajjal, majd tojástemperával is festett. Később kifejlesztette a sajátos akril-festés technikáját: pigmentekből és akril-diszperzióval, adalékokkal maga keverte ki az adott festésmódhoz a megfelelő festéket, a fényesség-mattság viszonylatainak megfelelően. Mindhárom festészeti technikával alkot, az adott kitűzött festői hatásnak megfelelően.
Grafikai technikái:
A kezdetek óta folyamatosan rajzol, ceruzával, tussal, pasztellel, akvarellel papírra. A körzővel, vonalzóval való szerkesztés fontos alapjai a festészetének. A kor kihívásainak megfelelően birtokolja a számítógépes geometrikus szerkesztések technikáját is. A papírművei egyedi grafikák vagy digitális nyomatok lehetnek.
Geometrikus raszterei:

Geometrikus rasztereire jellemző a centrikusság, a középpont szerepe, „Origo-metrum”, 'a középpont mértéke'. A mértékek, osztások matematikai számsorok segítségével éri el (Fibonacci-szekvencia számai vagy pl. A 144-es szám). Az indiai építészeti raszter-szisztémát is alkalmazza (Manduka-Mandala – 8x8, Paramasaayika-Mandala – 9x9). A keresztszemes hímzések raszter-rendszere, strukturáltsága az előbbi mértékekkel kombinálva szintén alapot adnak a szerkesztésekhez. A számolás fontos része a festészeti alapoknak.
Ottó képei egy megismerésvágy hordozóinak tűnnek, amelyek túlmutatnak önmagukon, anélkül, hogy ezt az „azon-túl-levést” megnevezni akarnák. Geometriája kevésbé konstruktivista, mint szimbolikus, egy próbálkozás, hogy a nemlétezőnek racionális formát adjon, járható utakat keressen az ismeretlenbe.

## Művei közgyűjteményekben
- Paksi Képtár (Paks)
- Museum Modern Art (Hünfeld)
- Universalmuseum Joanneum (Graz)

## Egyéni kiállításai
- Művészetek Háza (Pécs, 2001)
- MEO Art Fair (Budapest, 2003)
- Ao Gallery (Kóbe, 2003)
- Suzuki Gallery (Kiotó, 2003)
- Kaede Gallery (Oszaka, 2004)
- Light&Loft Gallery (Budapest, 2005)
- Pécsi Kisgaléria (Pécs, 2006)
- Szinyei Szalon (Budapest, 2006)
- Art-Szem Modern Galéria (Budapest, 2008)
- Museum of Modern Art (Hünfeld, 2009-10)
- dr. julius ap (Berlin, 2011)
- Nádor Galéria (Budapest, 2012)
- Galerie Leonhard (Graz, 2012)
- Glaspavillon, Hans-Schmitz-Haus, (Rheinbach, 2013)
- LA Galéria (Budapest, 2013)
- Székely Lakásgaléra Galéria (Budapest, 2013)
- Museum Gallery (Budapest, 2014)
- Galerie La Ligne (Zürich, 2017)
- panarte (Wien, 2017)
- Galerie Leonhard (Graz, 2019)
- Saxon Art Gallery (Budapest, 2020)

## Csoportos kiállításai
- MEO Art Fair (Budapest, 2002)
- A.P.A. (Budapest, 2002)
- Hypothekenbank (Essen, 2006)
- Yehudi Menuhin Forum (Marl, 2006)
- LA Galéria (Budapest, 2006)
- Galerie M (Emmendingen, 2007)
- Inda Galéria (Budapest , 2007)
- Godot Galéria (Budapest, 2007)
- KogArt Ház (Budapest, 2007)
- Kunst Zürich (Zürich, 2008)
- Kunststation Kleinsassen (Kleinsassen, 2008)
- Galerie Konkret (Sulzburg, 2008)
- B55 Galéria (Budapest, 2009)
- Kunst Zürich (Zürich, 2009)
- MTA-MADI Galéria (Győr, 2009)
- Vízivárosi Galéria (Budapest, 2009)
- Vasarely Múzeum (Budapest, 2009)
- Kunstverein Wiligrad (Lübstorf, 2009)
- Künstlerforum (Bonn, 2009)
- Museum of Modern Art (Hünfeld, 2009)
- Galerie La Ligne Zürich, 2009)
- Kunsthaus (Nürnberg, 2010)
- dr. julius ap (Berlin, 2010)
- Galerie La Ligne (Zürich, 2010)
- Kunsthalle Messmer (Riegel am Kaiserstuhl, 2010)
- Glasmuseum (Rheinbach, 2010)
- Musées Sens (Sens, 2010)
- Galerie Konkret (Sulzburg, 2010)
- Stadtgalerie Villa Dessauer (Bamberg, 2010)
- Atelierhaus Banhof Sagehorn (Oyten, 2010,
- National Museum (Kielce, 2011)
- Centre d'Art Contemporain Frank Popper (Marcigny, 2011)
- Muzeum Warmii (Reszel, 2012)
- Mazart Galéria (Budapest, 2013)
- FUGA (Magyar Festők Társasága) (Budapest, 2013)
- Kunsthalle Messmer, (Riegel, 2013)
- European Art Gallery, (Rzeszów, 2013)
- Art Bodensee 2013 (Galerie Linde Hollinger) (Dornbirn, 2013)
- Künstlerforum (Gruppe Konkret Bonn), (Remagen, 2013)
- Vízivárosi Galéria, (Budapest, 2013)
- Blitz Galéria (Budapest, 2013)
- XS Galeria (Gruppe Konkret Bonn), Kielce, 2013)
- Art Karlsruhe (Galerie Linde Hollinger) (Karlsruhe, 2013)
- WIKAM 2013 (Galerie Leonhard) (Wien, 2013)
- Új Budapest Galéria (Budapest, 2014)
- zs art (Wien, 2014)
- WIKAM 2014 (Galerie Leonhard), (Wien, 2014)
- Bálna Kiállítótér (Budapest, 2014)
- Art Market Budapest (Erdész Galéria), (Budapest, 2014)
- Galerie Linde Hollinger (Weiss inspiriert), (Ladenburg, 2014)
- Galerie Leonhard, (Graz, 2015)
- WIKAM 2015 (Galerie Leonhard), (Wien, 2015)
- ViennaFair 2015 (Galerie Spectra-Konkret, Graz), (Wien, 2015)
- BWA Gallery (Concrete / Discourse / Relation), (Ostrowiec, 2015)
- Art Karlsruhe 2016 (Galerie Spectra-Konkret, Graz), (Karlsruhe, 2016)
- Art Bodensee 2016 (Galerie Linde Hollinger), (Dornbirn, 2016)
- Galerie Renate Kammer (Hamburg, 2016)
- Museum Wilhelm Morgner [Raum Schroth], (Soest, 2017)
- Muzeul Tarii Crisurilor, (Oredea, Nagyvárad, 2017)
- Galerie Linde Hollinger, (Ladenburg, 2017)
- Universalmuseum Joanneum, [Artothek Steiermark], (Graz, 2017)
- Miejska Galeria Sztuki, (Czestochowa, 2017)
- Galeria Uniwersytecka UŚ, (Cieszyn, 2017)
- Art Karlsruhe 2016 (Galerie Spectra-Konkret, Graz) (Karlsruhe, 2017)
- ByArt Gallery, (International Association for Promotion of New Art Concrete) (Budapest, 2017)
- Üblacker-Häusl, (International Association for Promotion of New Art Concrete), (München, 2018)
- Vasarely Múzeum (Budapest, 2018)
- Art Center of Hangzhou, Beijing [Hungarian Contemporary Art Exhibition], (Beijing, 2018)
- ArtParis 2018 (Galerie La Ligne, Zürich), (Paris, 2018)
- Academic Gallery (Cieszyn, 2018)
- Art Karlsruhe 2018, (Galerie Leonhard-Graz/panarte-Wien, Galerie Linde Hollinger), (Karlsruhe, 2018)
- Kunsthalle Messmer, (Riegel, 2019)
- Wasserschloss (Gruppe Neue Konkrete Kunst – International), (Bad Rappenau, 2019)
- ArtParis 2019 [Galerie La Ligne, Zürich], (Paris, 2019)
- MűvészetMalom (Szentendre, 2019)
- The National Centre for Contemporary Arts, (Moszkva, 2019)
- QUADRART (Dornbirn, 2020)